# FGM-172 SRAW
El FGM-172 SRAW (arma de asalto para corto alcance), también conocido como Predator SRAW, es un lanzamisiles ligero de corto alcance y es producida por Lockheed Martin y desarrollada por Lockheed Martin e Israel Military Industries. Está diseñada para complementarse con el lanzacohetes antitanque FGM-148 Javelin. El predator tiene un mayor rango de alcance que AT4. El nombre actual le fue asignado por el Departamento de Defensa de los Estados Unidos, pues anteriormente era conocido como SRAW MK 40 MOD 0.

## Variantes
FGM-172AVersión antitanque.
FGM-172BVersión anti-infantería.

## Operadores
- Cuerpos de Marines de los Estados Unidos de América

- Datos: Q1388224
- Multimedia: FGM-172 SRAW / Q1388224